# Chataignier, Louisiana
Chataignier, Louisiana (енгл. Chataignier) град је у америчкој савезној држави Луизијана.

## Демографија
По попису из 2010. године број становника је 364, што је 19 (-5,0%) становника мање него 2000. године.
| Група             | 2000.       | 2010.       |
| Белци             | 194 (50,7%) | 159 (43,7%) |
| Афроамериканци    | 183 (47,8%) | 194 (53,3%) |
| Азијати           | 0 (0,0%)    | 0 (0,0%)    |
| Хиспаноамериканци | 2 (0,5%)    | 5 (1,4%)    |
| Укупно            | 383         | 364         |